# Dienes Gedeon
Dienes Gedeon (Budapest, 1914. december 16. – Budapest, 2005. október 1.) magyar művelődéskutató, tánctörténész, kritikus, nyelvész.

## Élete
Dienes Pál és Geiger Valéria gyermekeként született.
1942–1944 között a Magyar Távirati Iroda szerkesztője volt. 1945–1952 között a Külügyminisztérium titkáraként dolgozott. 1953–1964 között az Akadémiai Kiadó angol és orosz szerkesztő-lektora volt. 1964–1973 között a Kulturális Kapcsolatok Intézetének osztályvezetője volt. 1973–1991 között a Művelődéskutató Intézet tudományos tanácsadója volt. 1990-től a Magyar Tánctudományi Társaság elnöke volt. 1973–1985 között a Nemzetközi Színházi Intézet táncbizottságának alapító és vezetőségi tagja volt. 1988–1991 között a Nemzetközi Tánctanács (CID) főtitkárhelyettese volt. 1995-től a Tánc Világszövetségének végrehajtó tanácsának tagja volt. 
1959–1979 között a Tánctudományi Tanulmányok, 1976-1989 között pedig a Hungarian Dance News, valamint 1988–1993 között a Newsletter szerkesztője. 1993-tól az EuroDance Foundation elnöke. 1993–1994 között a Magyar–Svéd Baráti Társaság elnöke.
Számos külföldi szaklexikon munkatársa, több nemzetközi balettverseny zsűritagja volt.

## Magánélete
1948-ban házasságot kötött Németh Mariannával. Két fiuk született; Balázs (1950) és Ákos (1953).

## Művei
- Orosz nyelvtani segédkönyv; Tankönyvkiadó, Bp., 1951
- A mozgó emberi test és környezete (1962)
- A Pécsi Balett repertoárjának koreográfiai elemzése (1968)
- Tánc (1973)
- Youth – agent and subject of cultural change / Az ifjúság – a kulturális változás közvetítője és tárgya; szerk. Dienes Gedeon; Népművelési Intézet, Bp., 1976 (Culture and communication)
- Hungarian case study. Contribution to a European Data Bank; Institut for Culture, Bp., 1977 (Studia culturae publicae dedita)
- A kulturális fejlődés nemzetközi tezaurusza (1980)
- Modern tánc a XX. század első felében. Antológia; vál., bev. Dienes Gedeon; Magyar Táncművészek Szövetsége, Bp., 1981
- Working documents and final reports of the experts meetings on the setting up of a European Cultural Data Bank; szerk. Dienes Gedeon; Institute for Culture, Bp., 1982
- Compte rendu de la session du 37e Comité de recherche sur la sociologie des arts de l'Association internationale de sociologie. Budapest, 22–25 novembre 1981; szerk. Dienes Gedeon Pál, Mária Sági, Péter Forgács; franciára ford. Dusnoki Katalin; Művelődéskutató Intézet, Bp., 1982 (Sociologie des arts et de la culture)
- Balett Magyarországon (1983)
- Isadora Duncan in Hungary (1987)
- Dance Scholarship in Hungary (1989)
- A színpadi tánc története Magyarországon; szerk. Dienes Gedeon, Fuchs Lívia; Múzsák, Bp., 1989
- European Dance Research Information Network (1992)
- A Repertory, Mozdulattörténet (1995)
- Dienes Valéria: Orkesztika – mozdulatrendszer; szerk., bev. Dienes Gedeon; Planétás, Bp., 1996
- A mozdulatművészet története; Orkesztika Alapítvány, Bp., 2001 (Mozdulatművészeti sorozat)
- Magyar táncművészeti lexikon; szerk. Dienes Gedeon, Planétás–Magyar Tánctudományi Társaság, Bp., 2008

## Díjai
- A Szabadság Érdemrend bronz fokozata (1946)
- Positano-díj (1973)
- A Munka Érdemrend arany fokozata (1984)
- A Magyar Köztársasági Érdemrend aranykeresztje (1993)
- Radnóti Miklós antirasszista díj (2005)